# バタク・アンコーラ語
バタク・アンコーラ語（バタク・アンコーラご、英: Batak Angkola language）はスマトラ島で話されているオーストロネシア語族に属する言語である。

## 言語名別称
- アンコーラ語
- アンコラ語
- バタック・アンコーラ語
- バタク・アンコラ語
- バタック・アンコラ語
- Anakola
- Angkola